# Yan Zi
Yan Zi es una jugadora de tenis profesional china, nacida el 12 de noviembre de 1984 en Si Chuan China. Ha ganado varios títulos del circuito profesional WTA tanto en individuales como sobre todo, donde más destaca, en dobles donde ha llegado a ser la número 4 del mundo.
Representó a China en los Juegos Olímpicos de Pekín 2008, donde obtuvo la medalla de bronce en el torneo de dobles femenino junto a Zheng Jie.

## Torneos de Grand Slam

### Dobles

#### Victorias (2)
| Año  | Torneo          | Pareja    | Oponentes en la final        | Resultado        |
| 2006 | Australian Open | Zheng Jie | Lisa Raymond Samantha Stosur | 2–6, 7–6(7), 6–3 |
| 2006 | Wimbledon       | Zheng Jie | Virginia Ruano Paola Suárez  | 6–3, 3–6, 6–2    |

## Títulos (16; 1+15)

### Individuales (1)
| Leyenda                    |
| Grand Slam (0)             |
| WTA Tour Championships (0) |
| Tier I (0)                 |
| WTA Tour (1)               |

| N.º | Fecha               | Torneo | Superficie | Oponente en la final | Resultado      |
| --- | ------------------- | ------ | ---------- | -------------------- | -------------- |
| 1.  | 20 de enero de 2005 | Cantón | Dura       | Nuria Llagostera     | 6-4 4-0 y ret. |

### Clasificación en torneos del Grand Slam
| Torneo                 | 2008 | 2007 | 2006 | Títulos |
| ---------------------- | ---- | ---- | ---- | ------- |
| Australian Open        | 1r   | -    | 2r   | 0       |
| Roland Garros          | 1r   | -    | 1r   | 0       |
| Wimbledon              | 1r   | 1r   | 1r   | 0       |
| US Open                | 1r   | 1r   | 1r   | 0       |
| WTA Tour Championships |      | -    | -    | 0       |

### Dobles (15)
| Leyenda                    |
| Grand Slam (2)             |
| WTA Tour Championships (0) |
| Tier I (2)                 |
| ATP Tour (11)              |

| N.º | Fecha                   | Torneo            | Superficie    | Pareja          | Oponentes en la final               | Resultado      |
| --- | ----------------------- | ----------------- | ------------- | --------------- | ----------------------------------- | -------------- |
| 1.  | 20 de enero de 2005     | Hobart            | Dura          | Zheng Jie       | Anabel Medina Dinara Sáfina         | 6-4 7-5        |
| 2.  | 18 de febrero de 2005   | Hyderabad         | Dura          | Zheng Jie       | Li Ting Sun Tiantian                | 6-4 6-1        |
| 3.  | 10 de febrero de 2006   | Australian Open   | Dura          | Zheng Jie       | Lisa Raymond Samantha Stosur        | 2-6 7-6(7) 6-3 |
| 4.  | 20 de mayo de 2006      | Berlín            | Tierra batida | Zheng Jie       | Elena Dementieva Flavia Pennetta    | 6-2 6-3        |
| 5.  | 27 de mayo de 2006      | Rabat             | Tierra batida | Zheng Jie       | Ashley Harkleroad Bethanie Mattek   | 6-1 6-3        |
| 6.  | 30 de junio de 2006     | 's-Hertogenbosch  | Hierba        | Zheng Jie       | Ana Ivanović Maria Kirilenko        | 3-6 6-2 6-2    |
| 7.  | 21 de julio de 2006     | Wimbledon         | Hierba        | Zheng Jie       | Virginia Ruano Paola Suárez         | 6-3 3-6 6-2    |
| 8.  | 1 de septiembre de 2006 | New Haven         | Dura          | Zheng Jie       | Lisa Raymond Samantha Stosur        | 6-4 6-2        |
| 9.  | 21 de abril de 2007     | Charleston        | Tierra batida | Zheng Jie       | Peng Shuai Sun Tiantian             | 7-5 6-0        |
| 10. | 1 de junio de 2007      | Estrasburgo       | Tierra batida | Zheng Jie       | Alicia Molik Sun Tiantian           | 6-3 6-4        |
| 11. | 6 de octubre de 2007    | Cantón            | Dura          | Peng Shuai      | Vania King Sun Tiantian             | 6-3 6-4        |
| 12. | 13 de octubre de 2007   | Tokio             | Dura          | Sun Tiantian    | Chuang Chia-Jung Vania King         | 1-6 6-2 10-6   |
| 13. | 20 de octubre de 2007   | Bangkok           | Dura          | Sun Tiantian    | Ayumi Morita Junri Namigata         | w/o            |
| 14. | 16 de enero de 2008     | Sídney            | Dura          | Zheng Jie       | Tatiana Perebiynis Tatiana Poutchek | 6-4 7-6(5)     |
| 15. | 11 de abril de 2010     | Ponte Vedra Beach | Tierra batida | Bethanie Mattek | Chia-Jung Chuang Peng Shuai         | 4-6 6-4 10-8   |

### Finalista en dobles (8)
- 2003: Viena (junto a Zheng Jie pierden ante Li Ting y Sun Tiantian).
- 2005: Bali (junto a Zheng Jie pierden ante Anna-Lena Groenefeld y Meghann Shaughnessy).
- 2005: Pekín (junto a Zheng Jie pierden ante Nuria Llagostera y María Vento).
- 2006: Pattaya City (junto a Zheng Jie pierden ante Li Ting y Sun Tiantian).
- 2006: Estocolmo (junto a Zheng Jie pierden ante Eva Birnerova y Jarmila Gajdošová).
- 2008: Gold Coast (junto a Zheng Jie pierden ante Dinara Sáfina y Ágnes Szávay).
- 2008: Dubái (junto a Zheng Jie pierden ante Cara Black y Liezel Huber).
- 2010: Varsovia (junto a Cara Black pierden ante Virginia Ruano y Meghann Shaughnessy).